# The Sea Wolf (film 1920)
The Sea Wolf è un film muto del 1920 diretto da George Melford. È uno dei numerosi adattamenti cinematografici dell'omonimo romanzo di Jack London, pubblicato a New York nel 1904.

## Produzione
Il film fu prodotto dalla Famous Players-Lasky Corporation.

## Distribuzione
Il copyright del film, richiesto dalla Famous Players-Lasky Corp., fu registrato il 29 marzo 1920 con il numero LP14943.
Distribuito dalla Paramount-Artcraft Pictures e presentato da Jesse L. Lasky, il film uscì nelle sale statunitensi il 16 maggio 1920.
Non si conoscono copie ancora esistenti della pellicola che viene considerata presumibilmente perduta.